# Voyria parasitica
Voyria parasitica är en gentianaväxtart som först beskrevs av Schldl. och Chamisso, och fick sitt nu gällande namn av P. Ruyters och P.J.M. Maas. Voyria parasitica ingår i släktet Voyria och familjen gentianaväxter. Inga underarter finns listade i Catalogue of Life.